# George Gruntz
George Paul Gruntz (født 24 juni 1932 i Basel i Schweiz, død 10. januar 2013) var en schweizisk pianist, organist, komponist og arrangør.
Gruntz var op igennem 1960´erne og 1970´erne en af Europas betydningsfulde jazzmusikere. 
Han akkompagnerede med sin trio med Daniel Humair og Pierre Michelot mange gæstende amerikanske musikere.
Han har desuden spillet med Dexter Gordon, Johnny Griffin, Phil Woods, Don Cherry, Chet Baker, Art Farmer, Rahsaan Roland Kirk, Peter Erskine, John Scofield, Niels Henning Ørsted Pedersen, Charly Antolini, Daniel Humair og Mel Lewis. 
Gruntz har ledet og komponeret til forskellige bigband´s gennem årene, og var artistisk leder af Berliner Jazzfestivallen fra (1972-1994). 
Han har også skrevet til symfoniorkestre og kammerorkestre.